# Верясов, Степан Иванович
Степан Иванович Верясов (1912 год, Лебяжье, Самарская губерния — 1942 год, Тосненский район, Ленинградская область) — пограничник-красноармеец. Депутат ВС РСФСР от Куйбышевской области.

## Биография
Родом из с. Лебяжье Самарской губернии (ныне — в Мелекесском районе Ульяновской области). После смерти отца работал лесорубом в райлесхозе, затем конюхом в родном селе. С января 1934 по 1937 год служил в Красной Армии, службу проходил на Дальнем Востоке, где в 1935 году участвовал в боевом столкновении с маньчжурами, был ранен. После возвращения домой был избран секретарём Кинельского райкома комсомола.
В 1938 г. С. И. Верясов являлся депутатом Верховного Совета РСФСР от Куйбышевской области.
На фронт призван в 1941 году, воевал в 191-й стрелковой дивизии Волховского фронта, погиб в январе 1942 года при обороне Ленинграда около деревни Лезно Чудовского района (на то время — Ленинградской области).
В 2011 году останки С. И. Верясова обнаружены членами поискового отряда в лесном массиве. Личность установлена по ордену и значку депутата Верховного совета.
В 2012 году прах перезахоронен в Димитровграде.

## Награды
- орден Красного Знамени (№ 699[3]) — за бдительность и отвагу, проявленную при охране границ Союза ССР на Дальнем Востоке.